# Arthur H. Rosenfeld

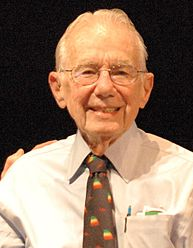
Arthur H. Rosenfeld (2010)

Arthur „Art“ Hinton Rosenfeld (* 22. Juni 1926 in Birmingham, Alabama; †  27. Januar 2017 in Berkeley, Kalifornien) war ein US-amerikanischer Physiker. Er ist bekannt als Initiator von Energieeffizienz-Programmen in den USA.

## Biografie
Rosenfeld studierte am Virginia Polytechnic Institute mit dem Bachelor-Abschluss 1944, diente zwei Jahre in der US Navy und wurde 1954 an der University of Chicago in Physik promoviert.   Er war dort ein Schüler von Enrico Fermi und gab mit anderen dessen Vorlesungen über Kernphysik heraus. Er ging an die University of California, Berkeley, wo er Professor wurde und 1995 emeritiert wurde. Am Lawrence Berkeley National Laboratory war er in den 1950er Jahren in der Gruppe für Elementarteilchenphysik von Luis Walter Alvarez. 1964 war er einer der Gründer der Particle Data Group, die er 1964 bis 1975 leitete. Damals befasste er sich auch viel mit Computerphysik und war 1967/68 Acting Chairman der Abteilung Informatik.
Er wandte sich nach der Ölkrise 1973 Fragen effizienter Energienutzung insbesondere in den USA zu und leitete 1975 bis 1986 am LBNL das Programm für energieeffizientes Bauen und 1986 bis 1994 das Center for Building Science. 1988 war er Gründer des California Institute for Energy Efficiency. Von 2000 bis 2010 war Rosenfeld Mitglied der California Energy Commission.
Seine Forschung beeinflusste ab den 1970er Jahren Gesetze in Kalifornien für Energieeinsparung beim Bauen. Die Tatsache, dass der Elektrizitätsverbrauch pro Kopf in Kalifornien 1973 bis 2006 nahezu gleich blieb, während er in der restlichen USA um die Hälfte stieg wird als Rosenfeld Effekt bezeichnet und den besonders von ihm initiierten Energieeinsparungs-Bemühungen in Kalifornien zugeschrieben. An seinem Institut wurden dafür Computermodelle entwickelt und energiesparende Fensterbeschichtungen und Elektronik für Energieeinsparungen bei Leuchtstofflampen, die wesentliche Bestandteile von Kompaktleuchtstofflampen wurden.

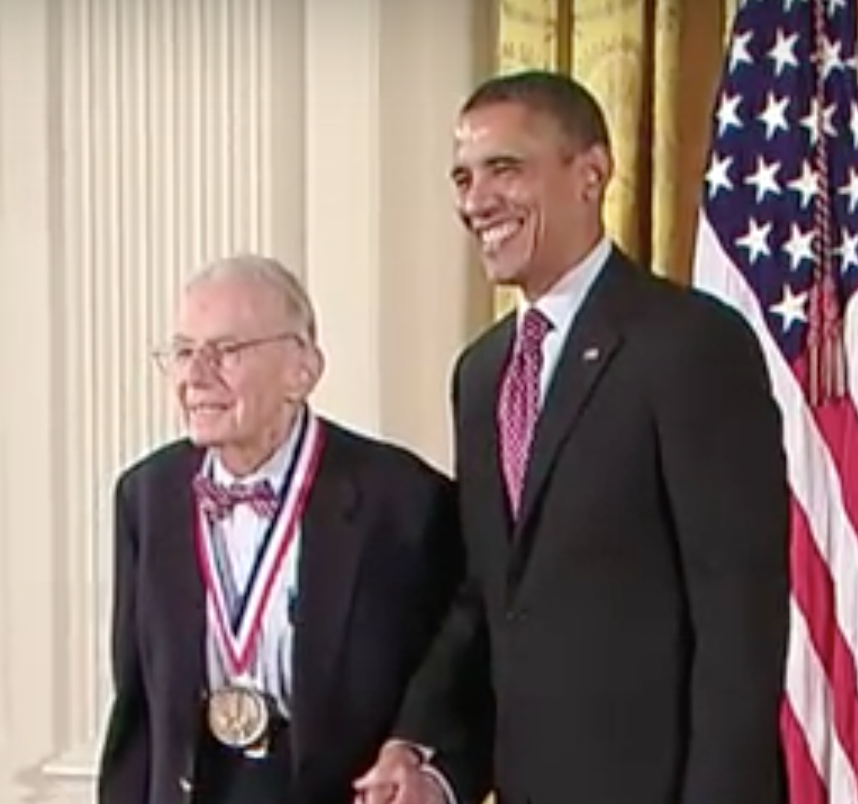
Rosenfeld mit Barack Obama 2011 anlässlich seines Erhalts der National Medal of Technology

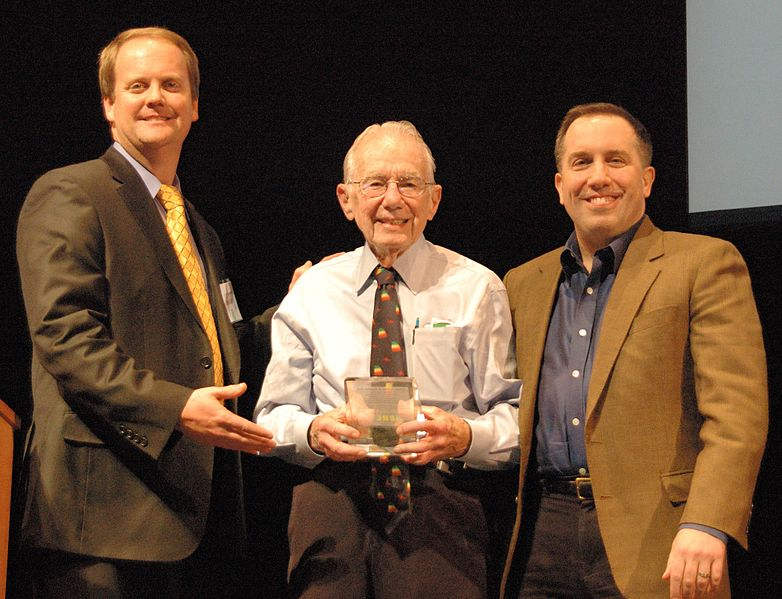
Rosenfeld (Mitte), 2010

1978 war er Gastprofessor am College de France. 1983 wurde er Ehrendoktor der University of Durham. 2011 erhielt er die National Medal of Technology und 1986 erhielt den Leo Szilard Lectureship Award. Er war Fellow der American Physical Society. Er erhielt 1993 den Carnot Award für Energieeffizienz des DOE, 2011 den Globalen Energiepreis des russischen Präsidenten und 2016 den Tang-Preis für nachhaltige Entwicklung. 2001 erhielt er die University of California Berkeley Citation. 2005 erhielt er den Enrico-Fermi-Preis. 2010 wurde er Mitglied der National Academy of Engineering.
Von der Gründung bis 1973 war er Associate Editor des Journal of Computational Physics. Er ist einer der Gründer des American Council for an Energy Efficiency Economy (ACEEE) und des Institute for Energy and the Environment der University of California (CIEE).
1955 heiratete er Roselyn Bernheim, mit der er drei Kinder hatte.